# 깐부 (노래)
《깐부》는 쿤타의 노래이자 Show Me The Money 10의 경연곡이다.
깐부는 11월 25일 지니, FLO, 멜론에서 각각 12등, 12등, 7등을 기록했다.